# 아서 프라이어

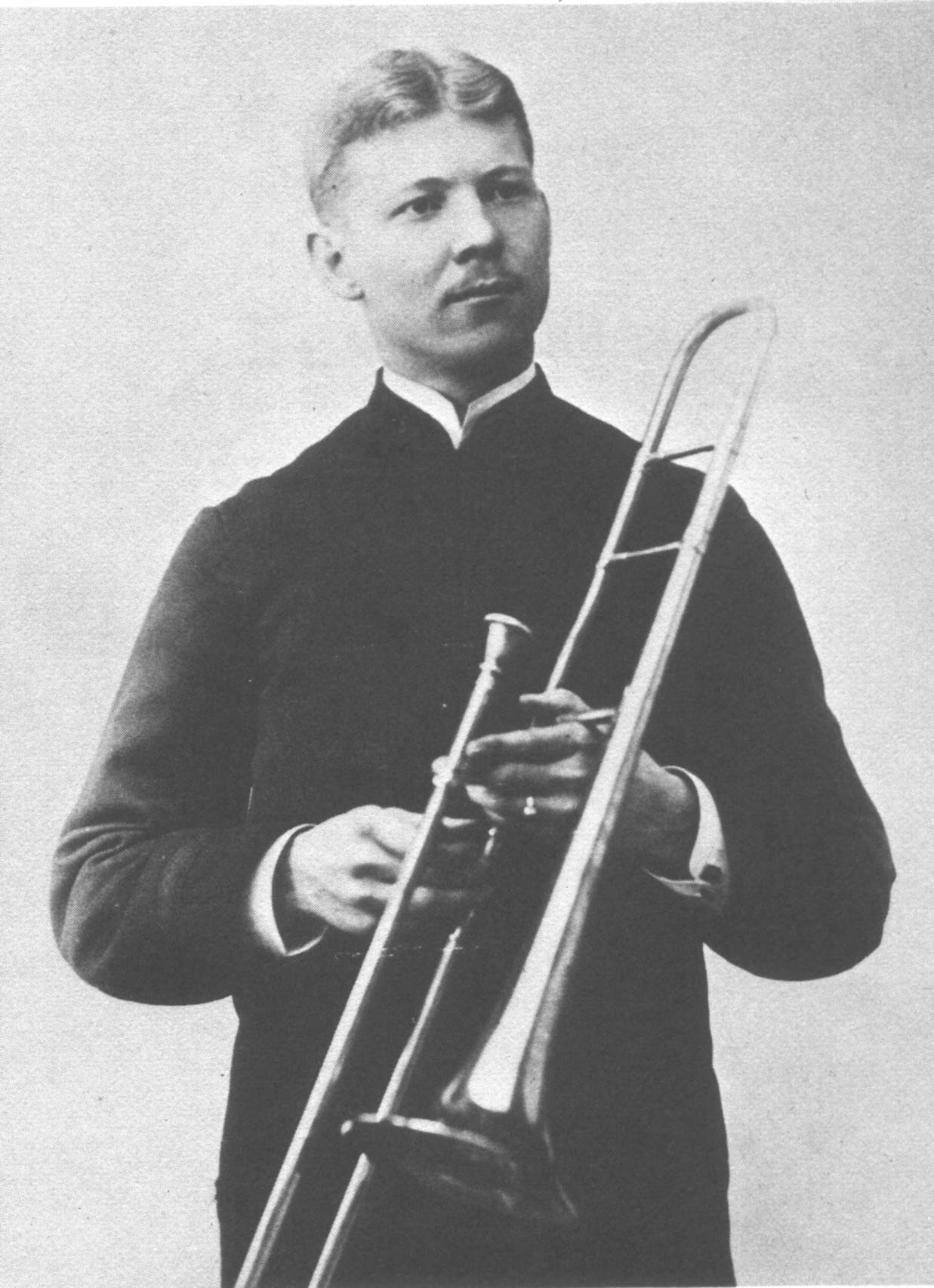

아서 윌러드 프라이어(Arthur Willard Pryor, 1870년 9월 22일 ~ 1942년 6월 18일)는 미국의 작곡가 그리고 편곡가, 정치인으로 미국 미주리주에 있는 라이시엄 극장의 2층에서 태어났다. 작곡가로 트롬본연주자였다. 아서 프라이어는 레코드에도 관심이 많아서 레코드 방송과 녹음에서 약 300개 정도의 많은 작품을 남겼다. 1930년대에는 미국 민주당 당원이었다.

## 생애
아서 프라이어는 11세에 트롬본을 불기 시작하였고 15세에는 트롬본을 마스터하여 아버지의 악단에 자리를 잡았다. 아서 프라이어는 그 후에 다른 악단들을 돌아다니다가 1892년 21살의 나이로 존 필립 수자의 1892년 수자악단“(Sousa Band)”에 트롬본 연주자로 들어갔다. 1893년 수자악단(Sousa Band)에서 22살에 시카고 콜롬비아 세계 박람회에서 첫 솔로를 맡았다. 1895년 아서 프라이어는 실력을 인정받아 부지휘자의 자리까지 올라갔다. 12년후 약 10,000번의 단독연주를 한 아서 프라이어는 수자악단(Sousa Band)를 떠나 1903년 11월 15일에 뉴욕에서 데뷔하여 자신만의 밴드를 결성했다. 1909년 아서 프라이어는 미국 뉴저지에 있는 Victor Talking Machine 회사에 들어가 직원이 되었다. 그래서인지 아서 프라이어는 레코드에 관심을 갖게 되었고 약 300개의 작품을 남겼다. 후에 1930년 미국 민주당 당원이 돼서 1933년에 은퇴하였다.

### 대표작
아서 프라이어의 대표작으로는 “휘파람 부는 사람과 그 개(The Whistler And His Dog)”가 있다. “휘파람 부는 사람과 그 개(The Whistler And His Dog)”는 밝은 곡으로서, 개를 산책시키는 견주의 가벼운 마음을 담았다고 한다. 또한 이 곡은 당시로써는 아주 독창적인 곡이었다고 한다.

## 참고
- Tiger Treats - L. Frank Baum and His New Plays
- The Matawan Journal, Friday, Nov. 10, 1933
- Red Bank Register, Thursday, Nov. 5, 1936

## 같이 보기
- 존 필립 수자
- 레코드
- 트롬본
- 미국 민주당